# Distretto di Canaria
Il distretto di Canaria è uno dei dodici distretti della provincia di Víctor Fajardo, in Perù. Si trova nella regione di Ayacucho e si estende su una superficie di 263,88 chilometri quadrati.

Istituito il 2 gennaio 1857, ha per capitale la città di Canaria; nel censimento del 2005 contava 3.415 abitanti.